# Бергантиньос (комарка)
Бергантиньос (исп. Bergantiños,  галис. Bergantiños)  — район (комарка) в Испании, входит в провинцию Ла-Корунья в составе автономного сообщества Галисия.

## Муниципалитеты
1. Кабана-де-Бергантиньос
2. Карбальо
3. Користанко
4. Ларача
5. Лахе
6. Мальпика-де-Бергантиньос
7. Пуэнтесесо